# 皮安泰多
皮安泰多（義大利語：Piantedo），是意大利松德里奥省的一个市镇。总面积6平方公里，人口1297人，人口密度216.2人/平方公里（2009年）。国家统计（ISTAT）代码为014048。